# Показательный процесс

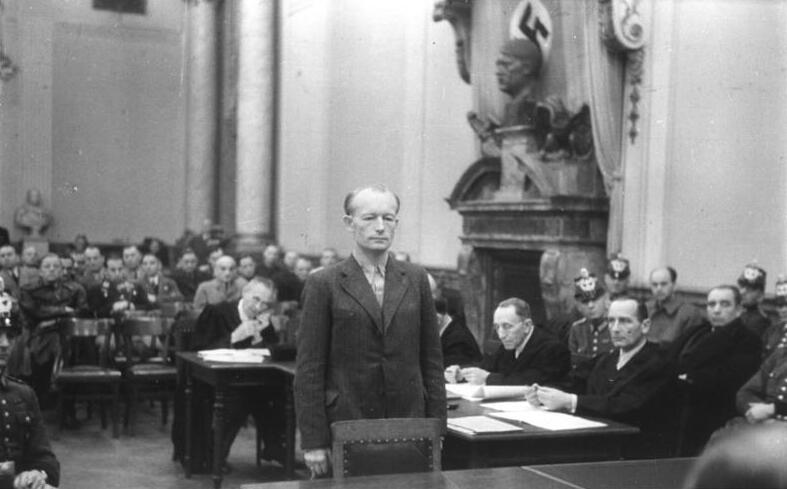
Заседание Народного суда в нацистской Германии по делу Адольфа Рейхвейна, 1944 год

Показательный процесс (также: судебный фарс, судебный спектакль, инсценировка суда, бутафорский суд, судилище) — открытый судебный процесс, обычно над политическими оппонентами, в котором виновность обвиняемых предрешена до начала процесса и от них ожидается публичное покаяние.
Целью публичного процесса в таком случае является оглашение обвинений и приговора в качестве предостережения потенциальным диссидентам и политическим противникам. Показательные процессы являются как мерой карательной юстиции, так и формой пропаганды.

## Название
Впервые выражение англ. show trial, означающее явно неправовой судебный процесс при соблюдении внешних условностей, вошло в обиход западной прессы в 30-х годах XX века; на русский show trial традиционно переводится как показательный процесс.

## Исторические примеры

### СССР
Еще в 1922 году Ленин выступал за проведение нескольких «образцовых судебных процессов» в Советской России и Советской Украине.
Показательные процессы стали обычным явлением во время политических репрессий Иосифа Сталина, таких как Московские процессы периода Большого террора (1937-38).
Советские власти тщательно инсценировали настоящие судебные процессы. Если обвиняемые отказывались «сотрудничать» — то есть признавать вину в своих предполагаемых и в основном сфабрикованных преступлениях, — они не предавались публичному судебному разбирательству, но, тем не менее, подвергались казни. Это произошло, например, во время судебного преследования экономиста Александра Чаянова.

### Третий рейх

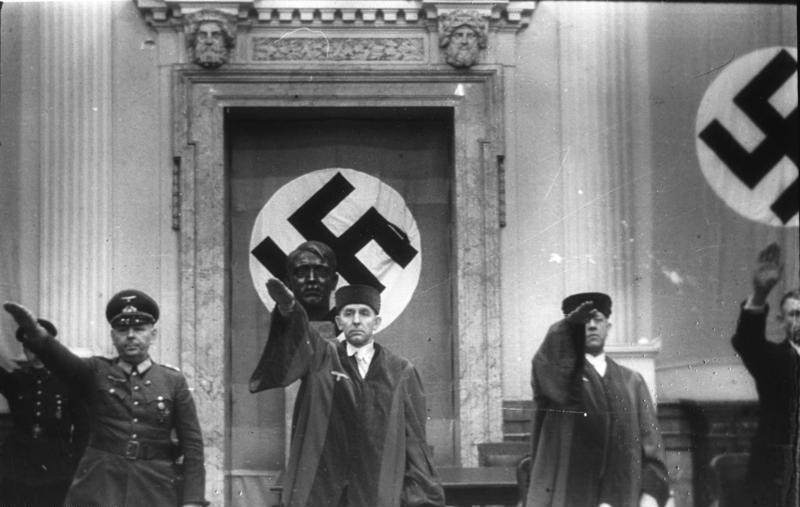
На заседании Народного суда Третьего рейха. В центре председатель — Роланд Фрейслер

В период между 1933 и 1945 годах в Нацистской Германии действовали «специальные суды» (нем. Sondergerichte), предназначенные для преследования противников режима национал-социалистов. После того, как в 1934 году уголовный суд оправдал обвиняемых в поджоге Рейхстага, нацистским руководством был создан т. н. Народный суд, специально предназначенный для политических дел. В период с 1933 по 1945 год по приговорам спецсудов было казнено около 12 000 немецких граждан.

### США
Многие исследователи отмечают показательный характер внесудебных разбирательств времён маккартизма.

### Россия
4 марта 2022 года президент России Владимир Путин подписал Федеральный закон «о Фейках», устанавливающий наказание: «в виде лишения свободы на срок до трех лет за призывы к введению санкций против России, граждан России или российских юридических лиц. За распространение фейков, повлекшее тяжкие последствия, предусматривается наказание в виде тюремного срока от 10 до 15 лет». Что считать «фейками», решает российское правительство. По состоянию на декабрь 2022 года более 4000 человек были привлечены к ответственности по законам о «фейковых новостях» в связи с вторжением в Украину.
В 2022 году в ходе российского вторжения в Украину около 2 тыс. украинских солдат (из различных подразделений) были взяты в плен Россией в Мариуполе в мае 2022 года. В июне 2023 года в Ростове-на-Дону начались судебные слушания над 22 военнослужащими полка Азов. Большинство предстающих перед судами в России являются военнослужащими Вооруженных сил Украины, что делает их военнопленными с соответствующим статусом и защитой в соответствии с Женевскими конвенциями об обращении с военнопленными. Уголовное преследование военнопленных согласно Международному гуманитарному праву возможно в соответствии с международными законами за совершение военных преступлений, а преследование за терроризм допустимо только если преступление не имеет отношения к боевым действиям.
17 апреля 2023 года российский оппозиционный политик Владимир Кара-Мурза был осужден по обвинению в государственной измене и «распространении дезинформации» о российских военных и приговорен к 25 годам тюремного заключения. Кара-Мурза сравнил свое дело с показательными процессами сталинской эпохи.

## Комментарии
1. ↑  Словарь Merriam-Webster дает следующее определение понятию Инсценированный процесс (Show trial): «Судебный процесс, приговор которого предрешен заранее. Процесс (обычно над политическими оппонентами), приговор по которому подтасован и от обвиняемых часто требуется публичное покаяние.» (Merriam-Webster: «Show trial» Архивная копия от 7 апреля 2015 на Wayback Machine